# União Desportiva Mourisquense

## Localização
A União Desportiva Mourisquense é um clube desportivo português, localizado na vila de Mourisca do Vouga, município de Águeda, distrito de Aveiro.
A sua sede (e campo) situa-se nas Sobreirinhas (freguesia de Valongo do Vouga).

## História
O clube foi fundado em 1949 e atualmente (2013) é gerido por uma Comissão Administrativa.

## Liga
- 2011-2012 - 2ª divisão distrital, Associação Futebol de Aveiro
- 2012-2013 - 1ª divisão distrital, Associação Futebol de Aveiro

## Estádio
Estádio Castro Azevedo (4.000 espectadores)

## Marca do equipamento
MACRON

## Patrocínio
Divilux